# Valthermond
Valthermond est un village dans la commune néerlandaise de Borger-Odoorn, dans la province de Drenthe. Le 1er janvier 2007, le village comptait 3 488 habitants.